# The Morning After Girls
The Morning After Girls sind eine australische Psychedelic-Rock-Band, die von Sacha Lucashenko und Martin B. Sleeman im Jahr 2003 gegründet wurde.

## Geschichte
Ihre erste EP (The Morning After Girls EP 1) veröffentlichte die The Morning After Girls 2003 bei Rubber Records, die zweite (The Morning After Girls EP 2) 2005 bei Fly Records. Ebenfalls 2005 waren The Morning After Girls mit The Brian Jonestown Massacre auf Tour, 2006 mit Black Rebel Motorcycle Club. Ihr zweites Album, nachdem sie die beiden EPS als Album veröffentlicht haben, nahmen sie 2005 im Studio der Dandy Warhols auf.

## Diskografie
EPs
- 2003: The Morning After Girls EP 1 (Rubber Records)
- 2005: The Morning After Girls EP 2 (Fly Music)

Alben
- 2005: Prelude: EP's 1 & 2 (Rainbow Quartz Records)
- 2005: Shadows Evolve (Fly Music)
- 2010: Alone (Xemu Records)